# 황매산
황매산(黃梅山)은 경상남도 합천군과 산청군의 경계에 있는 높이 1,113m의 산이다. 가야산(1,430m)과 함께 합천을 대표하는 명산이다. 1983년 11월 18일에 군립공원으로 지정되었다.

## 지질
황매산은 섬록암과 섬장암으로 구성되어 있다. 황매산 지역의 섬장암은 주로 사장석과 각섬암으로 구성되고 소량의 석영과 흑운모를 수반한다.

## 전설
황매산의 무학굴은 조선의 태조 이성계의 건국을 도운 무학대사가 합천군에서 태어나 수도를 한 동굴로 전해진다. 수도승 시절 무학대사의 어머니가 산을 왕래하며 수발하다 뱀에 놀라 넘어지면서 칡넝쿨에 걸리고 땅가시에 긁혀 상처 난 발을 보고 100일 기도를 드려 뱀, 칡, 가시가 없는 '삼무의 산'으로 불렸다는 전설이 있다. 모산재 정상부근에 있는 득도바위에서 고운 최치원이 수도를 했다고 전해진다.

## 관광
2012년에 CNN이 선정한 '한국에서 가봐야 할 명소 50선'에 선정된 것을 비롯해 2015년 산림청에서 발표한 한국 야생화 군락지 100대 명소에도 선정됐다. 특히 가을에 억새 군락지로 장관을 이룬다. 억새군락지인 해발고도 900 m 고지까지 차량 진입이 가능해 가족단위 방문객이 많다.

## 사진

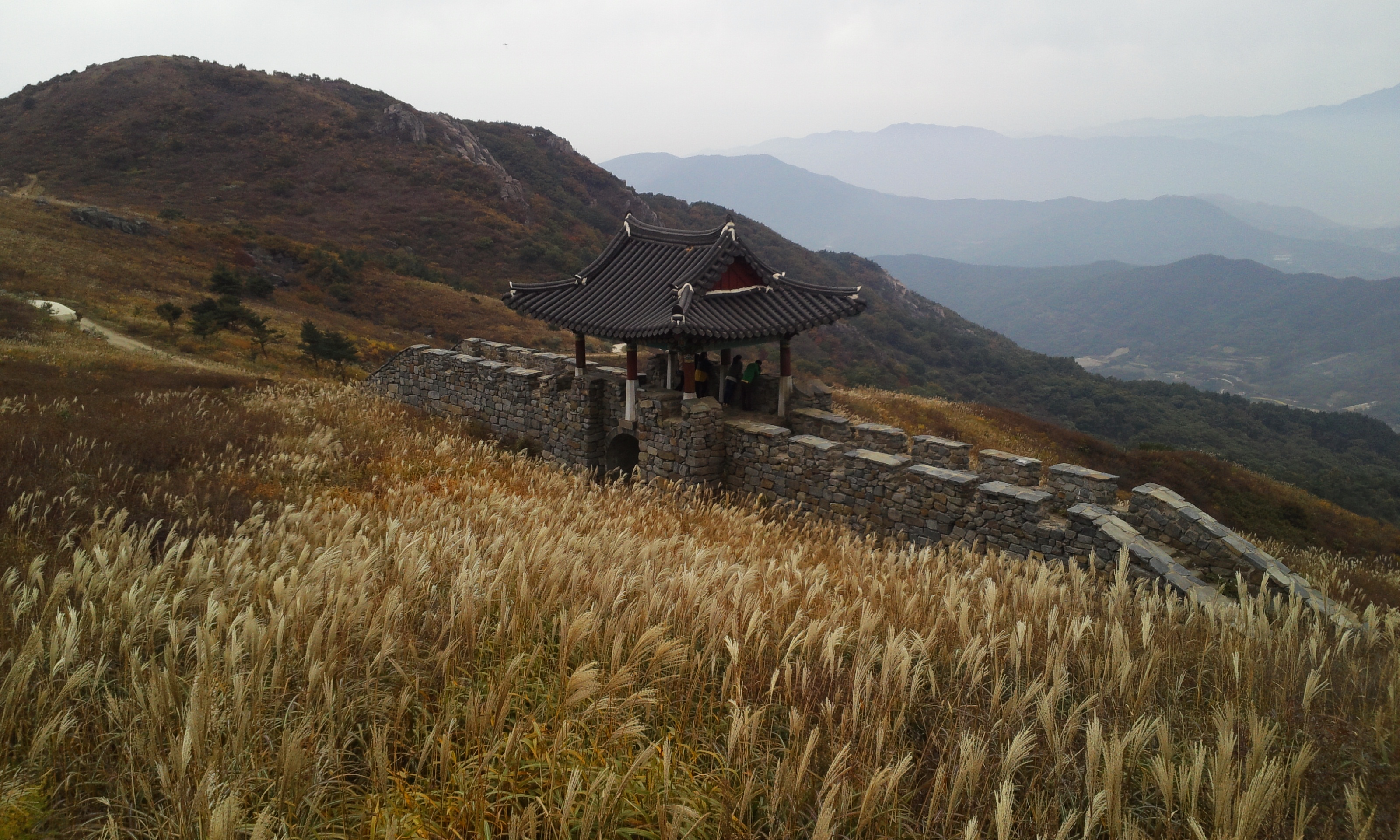
황매산성
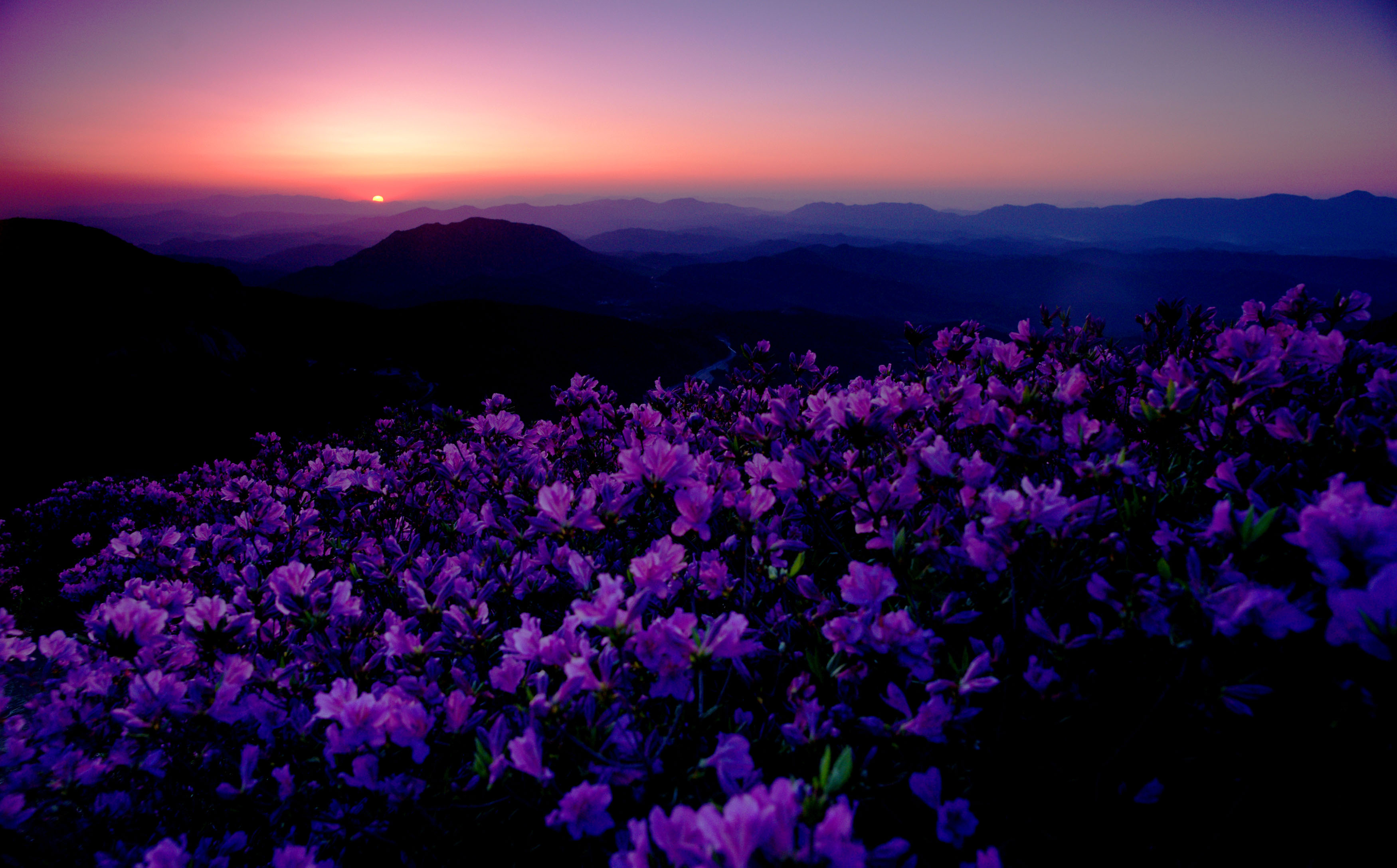
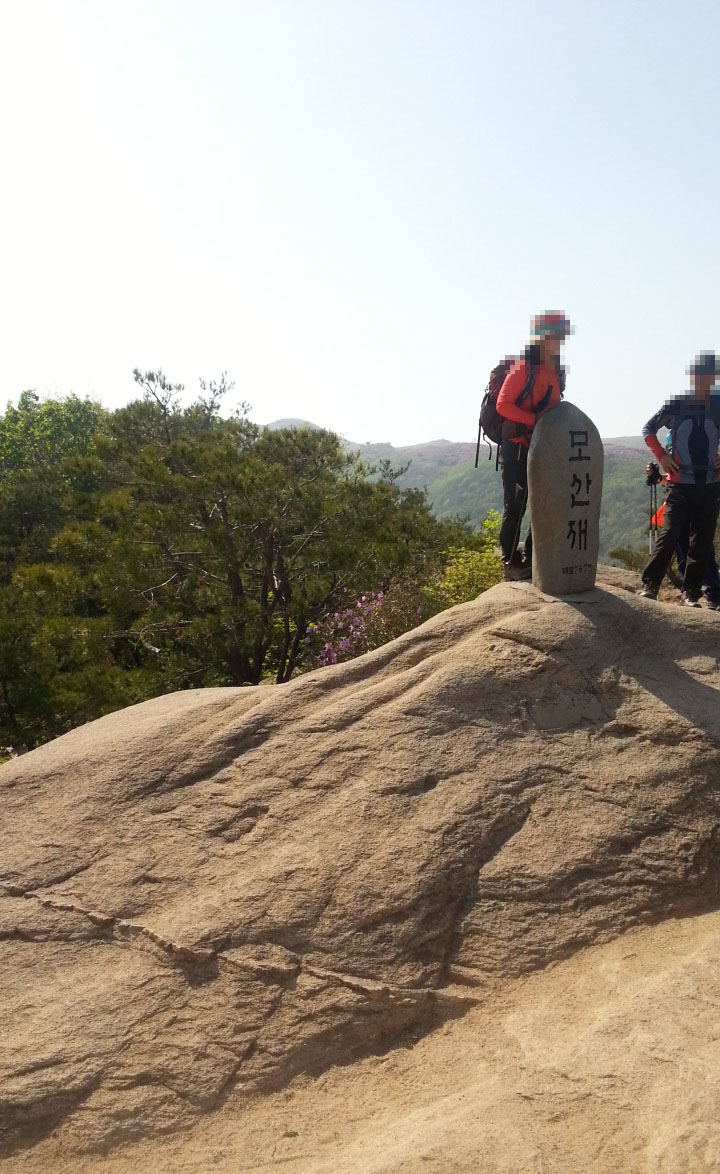
모산재 표석

## 같이 보기
- 한국의 산